# Yamada Nishiki

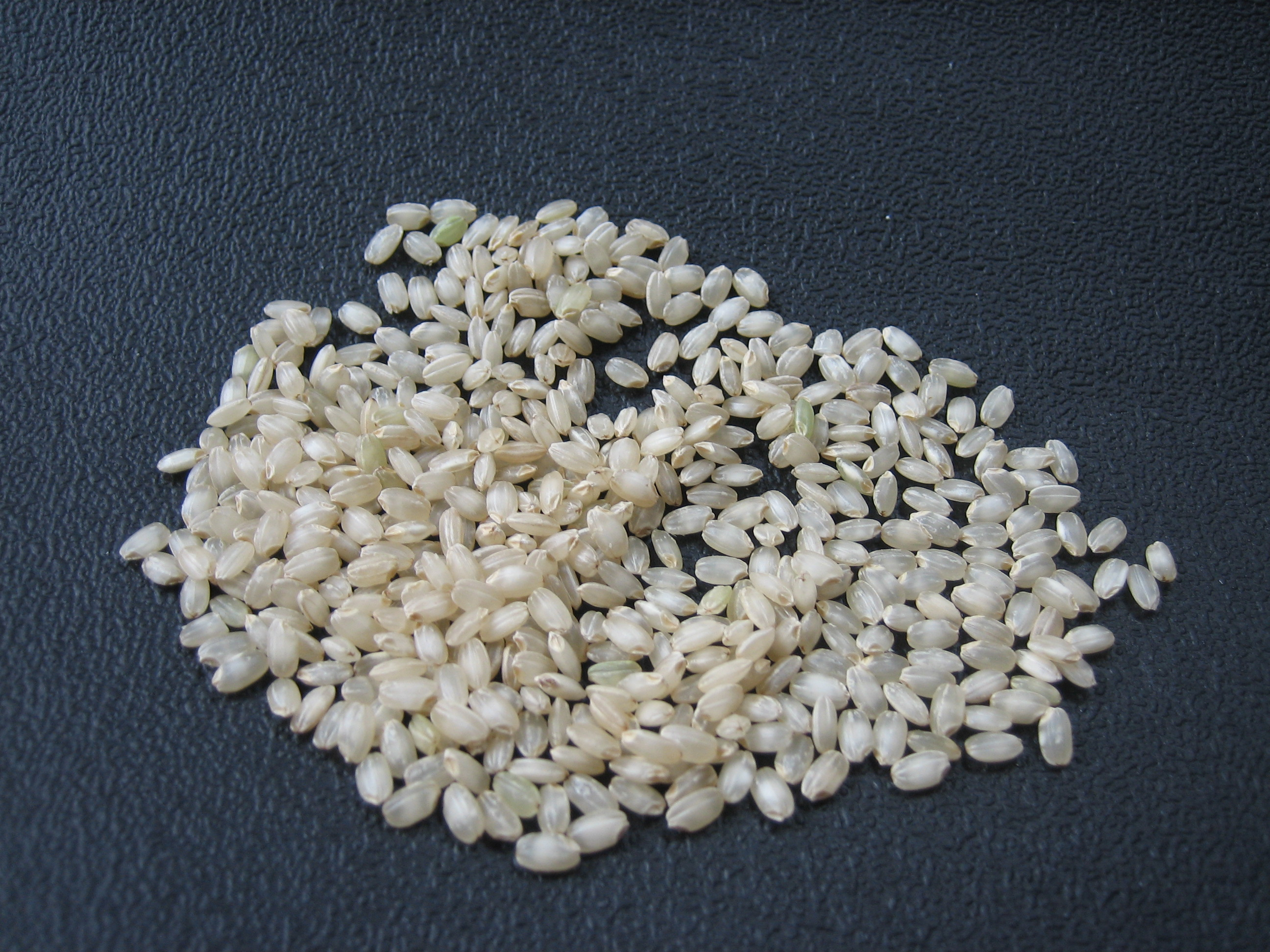
arroz con salvado.

El arroz Yamada Nishiki es de una variedad de grano corto empleada en la cocina japonesa famosa por su empleo en la elaboración de sake de alta calidad. Este arroz resulta interesante para los elaboradores de sake gracias a capacidad particular de absorber agua. En el año 1936, el arroz fue nombrado en honor a Yamada Nishiki. Esta especie crece especialmemte en Hyõgo (lugar de origen) así como en Okayama en Fukuoka.